# Ficedula
A Ficedula a madarak (Aves) osztályának verébalakúak (Passeriformes) rendjébe, ezen belül a légykapófélék (Muscicapidae) családjába tartozó nem.

## Kialakulása, elterjedése
Az alapvetően óvilági nem fajainak kialakulására jelentősen hatott a jégkorszak, amikor a jelenlegi európai fajok ősei refúgiumokba szorultak kontinensünk nagyobbik részéről. Az Észak-Afrikában és Délnyugat-Európában túlélt populációból alakult ki a kormos légykapó (Ficedula hypoleuca), a Földközi-tenger keleti partvidékén rekedt csoportból pedig az örvös légykapó (Ficedula albicollis). A jég visszahúzódtával benépesítették a számukra újonnan megnyíló élőhelyeket: az örvös légykapó Európa középső és keleti részét, a kormos légykapó pedig Észak- és Nyugat-Európát. A két faj elterjedésének határsávja egyebek közt a Soproni- és Kőszegi-hegységen át húzódik: ezekben az örvös és a kormos légykapó is fészkel (az örvös légykapó gyakoribb, de Magyarországon mindkét faj védett).

## Rendszerezésük
A nemet Mathurin Jacques Brisson francia zoológus írta le 1760-ban, az alábbi fajok tartoznak ide:
- vörösfarkú légykapó (Ficedula ruficauda)
- kormos légykapó (Ficedula hypoleuca)
- Atlasz-légykapó (Ficedula speculigera)
- örvös légykapó (Ficedula albicollis)
- félörvös légykapó (Ficedula semitorquata)
- sárgahasú légykapó (Ficedula zanthopygia)
- nárcisz légykapó (Ficedula narcissina)
- Rjúkjú-szigeteki légykapó (Ficedula owstoni vagy Ficedula narcissina owstoni)
- zöldhátú légykapó (Ficedula elisae)
- mugimaki légykapó (Ficedula mugimaki)
- szürkehátú légykapó (Ficedula erithacus vagy Ficedula sordida)
- törpelégykapó (Ficedula hodgsoni vagy Muscicapella hodgsoni)
- vörösmellű légykapó (Ficedula dumetoria)
- Tanimbar-szigeteki légykapó (Ficedula riedeli)
- fahéjtorkú légykapó (Ficedula strophiata)
- kis légykapó (Ficedula parva)
- szibériai légykapó (Ficedula albicilla)
- kasmíri légykapó (Ficedula subrubra)
- Ficedula hyperythra
- Ficedula basilanica
- vöröstorkú légykapó (Ficedula rufigula)
- Ficedula buruensis
- Ficedula henrici
- Ficedula harterti
- palawani légykapó (Ficedula platenae)
- Ficedula crypta
- Ficedula luzoniensis
- Ficedula disposita
- Ficedula bonthaina
- Ficedula westermanni
- ultramarin légykapó (Ficedula superciliaris)
- Ficedula tricolor
- Ficedula sapphira
- Ficedula nigrorufa
- Ficedula timorensis